# Jørgen Stubberud
Jørgen Stubberud (17 de abril de 1883 – 12 de febrero de 1980) fue un explorador polar noruego que participó en la expedición al polo sur de Amundsen entre 1910 y 1912.

## Biografía
Stubberud nació en Oppegård (provincia de Akershus, Noruega). Conoció a Roald Amundsen en 1909, cuando este lo contrató en su casa para reparar algunas casas viejas. Aparentemente, hizo un buen trabajo, puesto que después Amundsen le encargó la construcción de Framheim en su jardín. Según le dijo Amundsen, debía ser «una residencia de invierno de cinco metros de largo, cuatro metros de ancho y cinco metros de alto; por lo demás, ¡ya sabrá usted lo que tiene que hacer!».
Una vez terminado el trabajo, y con el visto bueno de Amundsen, la estructura fue desmantelada y preparada para embarcar en el buque Fram. Stubberud aprovechó la oportunidad y pidió permiso a Amundsen para participar en la expedición, a lo que este dio su aprobación. Entonces, firmó un contrato para trabajar para Amundsen durante siete años.
A la llegada a la Antártida, se erigió Framheim, que sirvió de base de la expedición.
Al teniente Kristian Prestrud se le asignó la tarea de dirigir una expedición de tres hombres para explorar la desconocida Península de Eduardo VII al norte y este de Framheim. Junto con Kristian Prestrud y Hjalmar Johansen, Jørgen Stubberud exploró un extenso territorio al norte y este de Framheim y proporcionó información valiosa para la expedición de Amundsen.
Anteriormente, Stubberud había sido asignado al grupo original de ocho hombres que intentó sin éxito llegar al polo el 8 de septiembre de 1911. Debido a las temperaturas extremas, se vieron obligados a retirarse del depósito a 80°, con falta de organización y poniendo en peligro la vida de dos hombres. A la mañana siguiente, Johansen, que ya tenía experiencia desde su expedición ártica con Fridtjof Nansen, criticó a Amundsen con una dureza insólita. Amundsen, entonces, reorganizó el equipo de expedición polar reduciendo su número. Al ser entrevistado años después, Stubberud solo tuvo palabras buenas para Amundsen, aunque concedió que no había gestionado bien la disputa con Johansen.
Por su participación en la expedición, Kristian Prestrud recibió la Medalla del Polo Sur (Sydpolsmedaljen), una condecoración noruega instituida por el rey Haakon VII en 1912 para reconocer a los participantes de la expedición de Roald Amundsen al polo sur.
Años más tarde, Stubberud trabajó en aduanas durante 23 años y se jubiló en 1953 a la edad de 70 años. Cultivó la afición por el modelismo de barcos. Al final, vivió en una residencia en Romsås (Oslo) y murió en 1980, siendo el último superviviente de la expedición de Amundsen.